# Gambrus bituminosus
Gambrus bituminosus là một loài tò vò trong họ Ichneumonidae.